# Familiar Songs
Familiar Songs è un album a nome di Tom Rapp, pubblicato dalla Reprise Records nel 1972. Il disco fu registrato al Brooks Arthur's 914 Studios di New York City, New York (Stati Uniti). Alcune pubblicazioni del disco recano sulla copertina frontale, come titolo, il solo nome di Tom Rapp.

## Tracce
Brani composti da Tom Rapp, tranne dove indicato:
Lato A
1. Grace Street – 3:05
2. The Jeweler – 3:26
3. Rocket Man – 3:01
4. Snow Queen – 3:42
5. If You Don't Want To (I Don't Mind) – 3:14

Lato B
1. Charley and the Lady – 3:19
2. Margery – 3:08
3. Medley – 2:54
4. These Things Too – 3:37
5. Sail Away – 3:45

## Musicisti
- Tom Rapp - chitarra, voce
- David Wolfert - chitarra
- Robbie Merkin - pianoforte
- Morrie Brown - basso
- Billy Mundi - batteria (non accreditato)[1]